# Blue Ridge Manor
Blue Ridge Manor är en ort i Jefferson County, Kentucky, USA. År 2000 hade orten 623 invånare. Den har enligt United States Census Bureau en area på 0,5 km², allt är land.